# There You Go
"There You Go" é o primeiro single do álbum de estreia da cantora Pink, intitulado Can't Take Me Home. O single foi lançado nos Estados Unidos em 8 de Fevereiro de 2000 e alcançou a #7 posição na Billboard Hot 100.

## Paradas de sucesso

### Paradas semanais
| Tabela Musical (2000)                          | Melhor posição |
| ---------------------------------------------- | -------------- |
| Austrália (ARIA)                               | 2              |
| Áustria (Ö3 Austria Top 75)                    | 37             |
| Bélgica (Ultratop 50 de Flandres)              | 22             |
| O campo songid é OBRIGATÓRIO PARA PARADA ALEMÃ | 65             |
| Irlanda (IRMA)                                 | 19             |
| Países Baixos (Single Top 100)                 | 10             |
| Nova Zelândia (Recorded Music NZ)              | 6              |
| Suécia (Sverigetopplistan)                     | 26             |
| Suíça (Schweizer Hitparade)                    | 37             |
| Reino Unido (UK Singles Chart)                 | 6              |
| Estados Unidos (Billboard Hot 100)             | 7              |
| Estados Unidos (Billboard Dance Club Songs)    | 2              |
| Estados Unidos (Billboard R&B/Hip-Hop Songs)   | 15             |
| Estados Unidos (Billboard Mainstream Top 40)   | 2              |
| Estados Unidos (Billboard Rhythmic)            | 4              |

### Paradas de fim-de-ano
| Tabela Musical (2000)  | Posição |
| ---------------------- | ------- |
| Australia ARIA         | 41      |
| U.S. Billboard Hot 100 | 16      |

### Histórico na Billboard Hot 100
O single estreou na tabela Hot 100 da Billboard em 4 de Março de 2000, na #25 posição, e permaneceu na tabela por 32 semanas, até 7 de Outubro de 2000.
| Semana | Data                   | Posição | Ref.   |
| ------ | ---------------------- | ------- | ------ |
| 1      | 4 de Março de 2000     | 25      | [ 17 ] |
| 2      | 11 de Março de 2000    | 15      | [ 19 ] |
| 3      | 18 de Março de 2000    | 12      | [ 20 ] |
| 4      | 25 de Março de 2000    | 11      | [ 21 ] |
| 5      | 1 de Abril de 2000     | 11      | [ 22 ] |
| 6      | 8 de Abril de 2000     | 7       | [ 23 ] |
| 7      | 15 de Abril de 2000    | 7       | [ 24 ] |
| 8      | 22 de Abril de 2000    | 12      | [ 25 ] |
| 9      | 29 de Abril de 2000    | 14      | [ 26 ] |
| 10     | 6 de Maio de 2000      | 15      | [ 27 ] |
| 11     | 13 de Maio de 2000     | 15      | [ 28 ] |
| 12     | 20 de Maio de 2000     | 17      | [ 29 ] |
| 13     | 27 de Maio de 2000     | 19      | [ 30 ] |
| 14     | 6 de Junho de 2000     | 16      | [ 31 ] |
| 15     | 10 de Junho de 2000    | 15      | [ 32 ] |
| 16     | 17 de Junho de 2000    | 14      | [ 33 ] |
| 17     | 24 de Junho de 2000    | 12      | [ 34 ] |
| 18     | 1 de Julho de 2000     | 10      | [ 35 ] |
| 19     | 8 de Julho de 2000     | 10      | [ 36 ] |
| 20     | 15 de Julho de 2000    | 10      | [ 37 ] |
| 21     | 22 de Julho de 2000    | 8       | [ 38 ] |
| 22     | 29 de Julho de 2000    | 9       | [ 39 ] |
| 23     | 5 de Agosto de 2000    | 12      | [ 40 ] |
| 24     | 12 de Agosto de 2000   | 16      | [ 41 ] |
| 25     | 19 de Agosto de 2000   | 20      | [ 42 ] |
| 26     | 26 de Agosto de 2000   | 22      | [ 43 ] |
| 27     | 2 de Setembro de 2000  | 33      | [ 44 ] |
| 28     | 9 de Setembro de 2000  | 39      | [ 45 ] |
| 29     | 16 de Setembro de 2000 | 39      | [ 46 ] |
| 30     | 23 de Setembro de 2000 | 41      | [ 47 ] |
| 31     | 30 de Setembro de 2000 | 46      | [ 48 ] |
| 32     | 7 de Outubro de 2000   | 44      | [ 49 ] |